# Кармазин Віталій Іванович
Віта́лій Іва́нович Кармазин (1912—2002) — інженер-металург, доктор технічних наук, професор, багаторічний завідувач кафедри «Збагачення корисних копалин» Дніпропетровського гірничого інституту.
Віталія Івановича Кармазіна вважають засновником і лідером наукової школи «Магнітні методи збагачення корисних копалин» (головним чином залізних та марганцевих руд). Її сучасним представником нині, зокрема, є Мостика Юрій Сергійович.

## Біографія
Закінчив Дніпропетровський металургійний інститут (1935). Доктор технічних наук (1960), професор (1961), працював у Дніпропетровському гірничому інституті в 1961—1999 рр., завідувач кафедри «Збагачення корисних копалин» у 1961—1973 рр.

## Основні праці
Основні праці — в галузі магнітного збагачення корисних копалин.
- Магнитные и электрические методы обогащения [Text]: учеб.по спец."Обогащение полез.ископаемых" / Кармазин Виктор Витальевич, Кармазин Виталий Иванович. — М. : Недра, 1988. — 303 с. : ил. — ISBN 5247001699
- Магнитная регенерация и сепарация при обогащении руд и углей /В. В. Кармазин, В. И. Кармазин, В. А. Бинкевич. — М. : Недра, 1968. — 198 с.
- Кармазин В. И., Кармазин В. В. Магнитные методы обогащения — М.: Недра, 1984. — 416 с.
- Кармазин В. И. Обогащение руд черных металлов: учебник для студентов вузов. М.: Недра, 1982. — 215 с.
- Процессы и машины для обогащения полезных ископаемых: Учебн. пособие для студ. вузов / В. И. Кармазин, Е. Е. Серго, А. П. Жендринский, В. А. Бунько, Т. Г. Фоменко, Н. Г. Бедрань, А. Г. Шпахлер. — М.: Недра, 1974. — 559 с.
- Кармазин В. И. Магнітні та електричні методи збагачення корисних копалин: Навч. посібник. — Дніпропетровськ: Національна гірнича академія України, 2001. — 102 с.

За керівництва В. І. Кармазина свої дисертації захистили: А. І. Денисенко (1965), М. С. Захарова (1966), А. А. Бебеш, Ю. А. Хватов, Н. А. Малецький (1967), Ю. А. Коряков-Савойський, Н. П. Гнєдов, В. Д. Трифонов (1968), Є. В. Герасимова, В. П. Ніколаєнко (1969), Л. П. Скоробогатова, В. Л. Єгоров, А. Г. Тищенко (1970), А. А. Артемова, І. М. Ямко, А. М. Туркенич, В. Т. Івашко (1971), П. І. Зеленов (1972), Л. А. Цибулька (1973), В. Ф. Волгай, В. В. Салов (1974), З. Д. Ройзен, Я. С. Гольдберг, Є. А. Султанович, Л. Г. Биков (1975) П. Є. Остапенко (1976), Г. В. Самойлик (1978), В. П. Погрузов, Н. Д. Кравченко (1979), В. Л. Солецький (1980), А. І. Аліпов, В. І. Горда (1985), Л. Ф. Мостіпан, Ю. С. Мостика (1986), В. В. Дементьєв (1989), Н. А. Бондарєв (1990).

## Вшанування пам'яті
- Меморіальна дошка на корпусі № 2 Національного гірничого університету України
- Щорічно до дня народження вченого на кафедрі «Збагачення корисних копалин» Національного гірничого університету України організовуються Міжнародні конференції відомі як «Кармазинські читання». У 2016 р. — IV Конференція.